# Tramlijn 22 (Amsterdam)

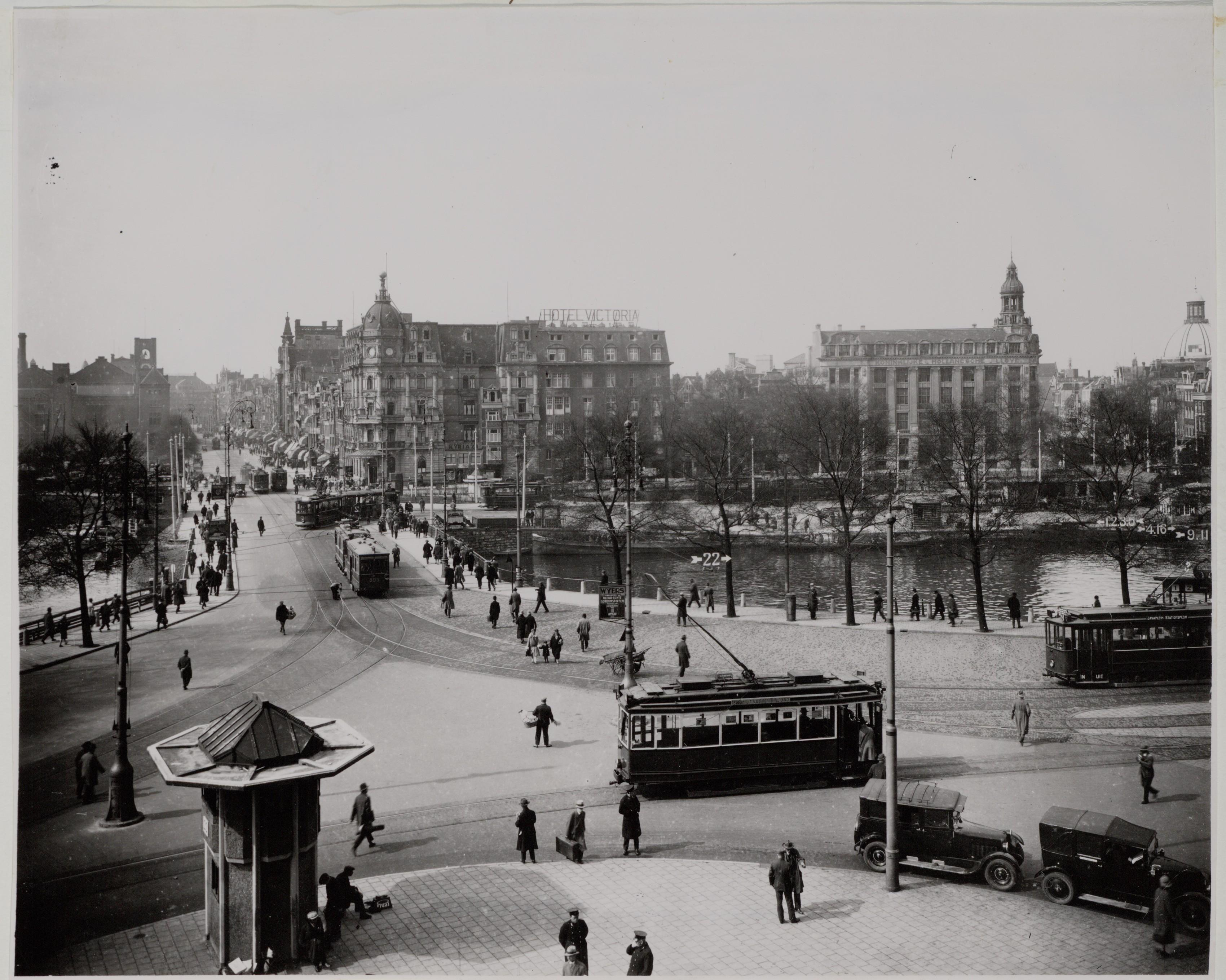
Een tram van lijn 22 met motorwagen serie 391-395. Omstreeks 1931

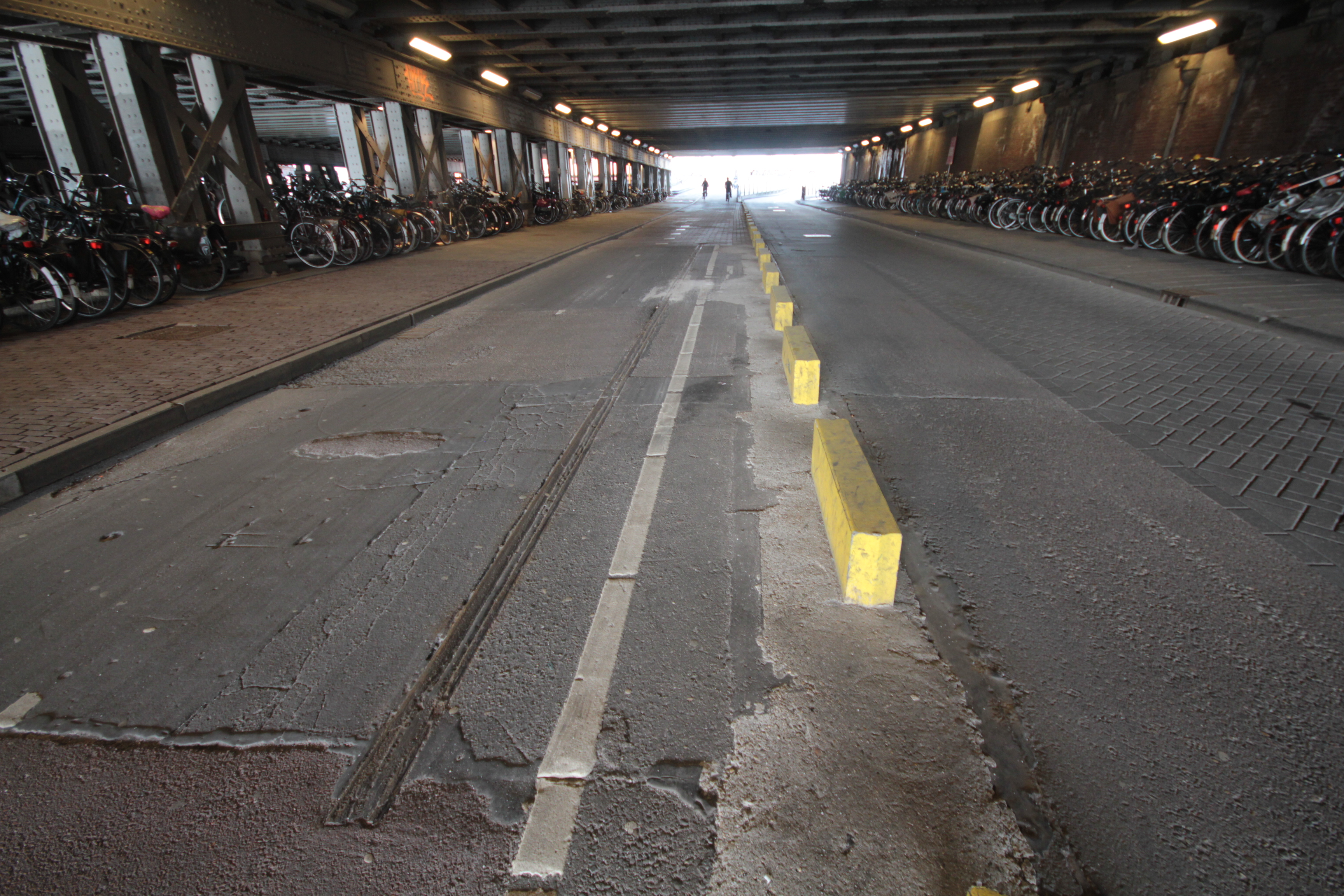
Overblijfselen van het spoor van tramlijn 22, op de Westertoegang onder de Westelijke Onderdoorgang bij het Centraal Station

 Tramlijn 22 is een voormalige tramlijn in Amsterdam op de route Centraal Station – De Ruijterkade.
De lijn, bekend als de Kringlijn, was een tramlijn die in één richting rechtsom rijdend een rondje maakte rond het Centraal Station en daarbij slechts de halten Stationsplein en De Ruijterkade aandeed. De lijn werd ingesteld op 4 augustus 1921 en opgeheven op 9 oktober 1944.
Deze tramlijn bestond omdat de NS en haar voorgangsters voor het betreden van stations de aanschaf van een perronkaartje verplicht stelden. Dat maakte het lastig de veerponten naar Amsterdam-Noord aan de De Ruijterkade te bereiken. Tussen 1904 en 1921 reden lijn 4 en andere lijnen die hun eindpunt bij het Centraal Station hadden een extra rondje om het stationscomplex. Toen het vervoer groter werd, werd hiervoor een aparte lijn 22 ingesteld. Op lijn 22 was geen conducteur aanwezig en er werden geen kaartjes verkocht: men betaalde door een muntstuk van 1 cent in een doorzichtige betaalbus te werpen.
Voor lijn 22 werden in 1922 vijf speciale trammotorwagens aangeschaft, de eenmanwagens 391-395. Door het terugtrekken van de buslijnen naar Noord tot boven het IJ werd het vervoer zo groot dat er op lijn 22 regelmatig bijwagens moesten worden meegevoerd. De Bergmann wagens waren hiervoor te zwak en werden vervangen door oudere Union-motorwagens met groter motorvermogen met aangepaste bijwagens die wegens het ontbreken van een conducteur werden voorzien van een installatie die het voor passagiers mogelijk maakte de bestuurder met een druk op de knop te waarschuwen.
In 1944 werd lijn 22 tijdelijk opgeheven om na de Tweede Wereldoorlog niet terug te keren. Op 6 juni 1950 werd een buslijn 22 ingesteld, die dezelfde route reed. Op 1 januari 1951 werd deze buslijn verletterd tot lijn K. Deze werd op 30 oktober 1968 samengevoegd met een nieuwe buslijn 22, die via de pont verder reed naar Noord. Vanaf 1973 was dit buslijn 39, die tot 1992 van de pont gebruik bleef maken. Daarmee kwam na 86 jaar een einde aan de ringlijn rondom het Centraal Station.
Onder de Oostelijke Onderdoorgang in de Oostertoegang was tot de komst van lijn 26 in 2005 (61 jaar na de opheffing) het tramspoor van lijn 22 nog terug te vinden.
Dit gold ook voor het spoor bij de westelijke ingang, het 'Entos-spoor' dat nog tot medio jaren tachtig in gebruik was als busstandplaats. (In 1913 waren speciaal voor de Eerste Nederlandse Tentoonstelling op Scheepvaartgebied in Noord (een soort Sail) extra opstelsporen aangelegd aan de westkant van het Centraal Station voor bezoekers die met de pont naar de tentoonstelling wilden). Onder de bruggen van de Westelijke Onderdoorgang is thans nog circa tien meter spoor van lijn 22 tussen het asfalt te herkennen.